# Colares
Colares este un oraș în Pará (PA), Brazilia.